# کولیناس
کولیناس (به ایتالیایی: Collinas) یک کومونه در ایتالیا است که در استان مدیو کامپیدانو واقع شده‌است.

## خصوصیات
کولیناس ۲۰٫۸ کیلومترمربع مساحت و ۹۵۴ نفر جمعیت دارد و ۲۴۹ متر بالاتر از سطح دریا واقع شده‌است.